# Ricardo Güiraldes
 (janvier 2009).
Si vous disposez d'ouvrages ou d'articles de référence ou si vous connaissez des sites web de qualité traitant du thème abordé ici, merci de compléter l'article en donnant les références utiles à sa vérifiabilité et en les liant à la section « Notes et références ».
Ricardo Güiraldes /gwi’raldεs/ était un romancier et poète argentin, né le 13 février 1883 à Buenos Aires et mort le 8 octobre 1927 à Paris. 
Issu d'une riche famille aristocratique de Buenos Aires, il voyagea dans le monde entier, s'imprégna de littérature française moderne et fut l'un des exposants de l'avant-gardisme argentin. Pourtant, il est connu surtout pour son roman Don Segundo Sombra, dont il commença la rédaction à Paris ; cette œuvre, qui dépeint la vie d'un gaucho (gardien de troupeau très typé des plaines sud-américaines), est l’une des œuvres-maîtresses du criollisme, mouvement littéraire régionaliste exaltant le particularisme ethnique et géographique hispano-américain.

## Biographie

### Jeunes années
Ricardo Güiraldes naît dans une famille de grands propriétaires fonciers, appartenant à la haute société de Buenos Aires. Don Manuel Güiraldes, son père, homme de grande culture, très instruit, était aussi fortement attiré par l’art et transmit cette prédilection à son fils Ricardo, lequel dessinait des scènes champêtres et réalisait des peintures à l’huile. Doña Dolores Goñi, sa mère, appartenait à une branche de la famille Ruiz de Arellano, la famille fondatrice de la ville de San Antonio de Areco.
Un an après la naissance de Ricardo, la famille déménagea en Europe ; lorsqu’elle revient en Argentine, l’enfant, âgé alors de quatre ans, était capable de parler le français et l’allemand, mais c’est plus particulièrement le français qui sera appelé à marquer profondément son style d’écriture et à déterminer ses préférences littéraires.
Son enfance et sa jeunesse se partagèrent entre Buenos Aires et la petite ville de San Antonio de Areco, située à une centaine de kilomètres au sud-ouest de la capitale argentine. C’est à San Antonio, dans l’estancia (exploitation agricole) qu’y possédaient ses parents, qu’il fut mis en contact avec la vie campagnarde et avec les gauchos, accumulant les expériences et les impressions qui, des années plus tard, lui fourniront la matière de ses œuvres Raucho et Don Segundo Sombra. Il y connut également Segundo Ramírez, authentique gaucho, dont il s’inspirera ensuite pour donner corps au personnage de Don Segundo Sombra.
Il eut un professeur mexicain, Lorenzo Ceballos, qui reconnut ses préoccupations littéraires et l’encouragea dans cette voie. Il fit des études dans différents établissement et passa, à l’âge de 17 ans, son baccalauréat. Ses études ne furent cependant point brillantes. Il entame, tour à tour, des formations en architecture et en droit, mais ayant échoué, il entreprend, sans davantage de résultats probants, divers voyages. Ses périples le conduisent en Europe d’abord, puis, en 1910, en compagnie d’un ami, en Orient ; il visita ainsi le Japon, la Russie, l’Inde, le Proche-Orient et l’Espagne. Il finit par s’installer à Paris avec le sculpteur Alberto Lagos et prit le parti de devenir écrivain.

### Séjour à Paris
Cependant, se laissant séduire par la vie facile et les divertissements de la capitale française, et engagé dans une vie sociale frénétique, Güiraldes délaissa ses projets littéraires ― jusqu’au jour où il lui advint de découvrir dans un carton quelques brouillons écrits par lui, brouillons de récits champêtres, qu’il devait plus tard incorporer dans ses Cuentos de muerte y de sangre (littéralement : Récits de mort et de sang), et de s’aviser alors qu’il avait forgé là un style particulier. Il en donna lecture à des amis qui l’encouragèrent à les publier.

### Retour à Buenos Aires et premières publications
De retour à Buenos Aires en 1912, il fut bien résolu cette fois à devenir écrivain. L’année suivante, il épousa Adelina del Carril, fille d’une famille de Buenos Aires très considérée, et fit paraître dans la revue Caras y Caretas plusieurs de ses nouvelles. Celles-ci, ainsi que d’autres de 1914, vont être reprises dans le recueil Cuentos de muerte y de sangre, publié, de même que El cencerro de cristal (la Sonnaille de verre), en 1915, sous l’impulsion de sa femme et de Leopoldo Lugones. Ces ouvrages n’ayant remporté aucun succès, l’auteur, dépité, retira les exemplaires de la circulation et les jeta dans un puits. (Les quelques exemplaires, maculés d’humidité, que sa femme réussit à récupérer ont aujourd’hui une grande valeur bibliographique.)
Fin 1916, le couple, en compagnie d’un groupe d’amis, entrepritd un voyage aux Antilles, séjournant à Cuba et à la Jamaïque. Des notes prises par Güiraldes à cette occasion naîtra le roman Xaimaca. En 1917 parut son premier roman, Raucho, puis en 1918 le court roman Rosaura (qui fut repris en 1922) sous le titre de Un idilio de estación par la revue El cuento ilustrado de Horacio Quiroga).

### Nouveaux séjours en Europe
En 1919, il voyagea de nouveau en Europe, toujours en compagnie de son épouse. À Paris, fréquentant les cénacles littéraires et les librairies, il entra en contact avec de nombreux écrivains français. De tous les écrivains qu’il lui fut donné de connaître lors de son séjour, celui qui lui laissera l’empreinte la plus profonde demeure Valery Larbaud. 
En 1923, il publia en Argentine l’édition définitive de Rosaura, roman très influencé par la littérature française, et plutôt bien accueilli par le public et par la critique. 
En 1922, il retourna en Europe et, bien que s’étant une nouvelle fois établi à Paris, passa une saison à Pollensa (ou Pollença, dans la graphie catalane), sur l’île de Majorque, où il avait loué une maison.

### Spiritualité orientale, avant-gardisme etDon Segundo Sombra

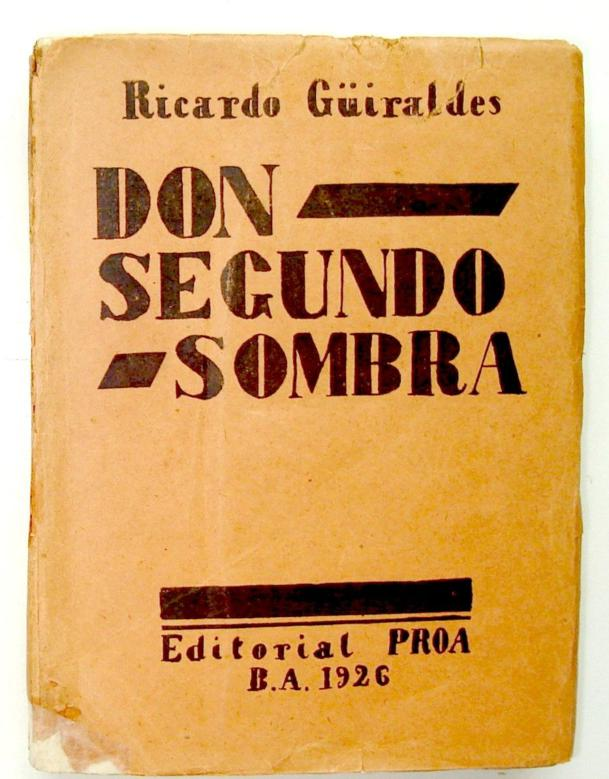
Don Segundo Sombra (1926).

À partir de cette année 1922 commença à s’opérer chez l’écrivain un changement intellectuel et spirituel. En effet, en quête de paix intérieure, il s’intéressa de plus en plus à la théosophie et à la philosophie orientale, en particulier l’hindouisme. Sa poésie est le reflet de cette crise. 
Dans le même temps, ses idées littéraires commencèrent à trouver écho à Buenos Aires, ville qui se voyait investie par les mouvements avant-gardistes. Güiraldes s’offrit à encourager les nouveaux jeunes auteurs. En 1924, il fonda, conjointement avec Brandán Caraffa, Jorge Luis Borges et Pablo Rojas Paz, la revue Proa (Proue), qui n’aura que peu de succès en Argentina, au contraire du retentissement rencontré dans d’autres pays hispano-américains.
Après la cessation de la revue, Güiraldes s’employa à terminer Don Segundo Sombra, auquel il mit le point final en mars 1926. Le roman, encensé par la critique et très populaire auprès du public, apporta un véritable renouveau au genre « gauchesco » et devint une des productions les plus importantes du roman national argentin du XXe siècle. Loin du réalisme et de la peinture de mœurs modernes de l'époque, Don Segundo Sombra raconte l'initiation du narrateur Fabio Cáceres, jeune orphelin, sous la direction du dernier gaucho, Don Segundo, qui lui forge le caractère et lui enseigne une conduite face à la vie. Le gaucho de Güiraldes est un gaucho idéalisé, concentrant en lui l'ensemble des vertus des hommes de campagne tels que vus par l'auteur.

### Ultimes voyages
En 1927, il effectua son dernier voyage en France, au bassin d’Arcachon. Cependant, en raison de son état de santé, il dut être transporté par ambulance à Paris, où il s’éteignit, victime de la maladie de Hodgkin, dans la demeure de son ami Alfredo González Garaño. Sa dépouille fut ensuite transférée à Buenos Aires, puis inhumée à San Antonio de Areco.

## Œuvre

### Romans
- Raucho (1917)
- Rosaura (1918), court roman rebaptisé Un idilio de estación en 1922
- Xaimaca (1923)
- Don Segundo Sombra (1926) Publié en français sous le titre Don Segunde Sombra, traduit par Marcelle Auclair, revue par Jules Supervielle et Jean Prévost, Paris, Gallimard, 1932 (BNF 31739838) ; réédition, Paris, Gallimard, coll. « La Croix du Sud », 1953 (BNF 41652909) ; réédition, Paris, Phébus, coll. « D'aujourd'hui. Étranger », 1994  (ISBN 2-85940-308-6); réédition, Paris, 10/18, coll. « Domaine étranger » no 2899, 1997  (ISBN 2-264-02058-X) ; réédition, Paris, éditions Sillage, 2007  (ISBN 2-916266-17-8)

### Recueils de contes, nouvelles ou récits
- Cuentos de muerte y de sangre (1915)
- Aventuras grotescas (1917)
- Trilogía cristiana (1917)
- Rosaura y siete cuentos (1922)
- Seis relatos (1929), publication posthume
- El sendero (1932), publication posthume

### Poésie
- El cencerro de cristal (1915)
- Poemas místicos (1928), publication posthume
- Poemas solitarios (1928), publication posthume
- El libro bravo (1936), publication posthume
- El pájaro blanco (1952), publication posthume d'un poème écrit en 1925
- Pampa (1954), publication posthume

## Adaptations cinématographiques
- 1969 : Don Segundo Sombra, film argentin réalisé par Manuel Antín, avec Adolfo Güiraldes et Héctor Alterio. Le film est sélectionné en compétition officielle au Festival de Cannes 1970.
- 1978 : Un idilio de estación, film argentin réalisé par Aníbal Uset (es), avec Arturo Puig (es)
- 1979 : Hormiga negra, film argentin réalisé par Ricardo Defilippi (es), avec Víctor Bó (es) dans le rôle titre.